# Sajat Nova
Harutjun Sajakjan - Sajat Nova (armensko Սայաթ-Նովա), armenski glasbenik, pesnik, diplomat, * 1712, † 1795.
Harutjun Sajakjan se je verjetno rodil v Sanahinu, rojstnem kraju njegove matere. Kmalu se je pokazala njegova nadarjenost za petje, skladanje pesmi, petje in igranje kemenčeja (violini podobno glasbilo s 3 strunami). V najstniških letih se je njegova družina preselila v Tiflis (današnji Tbilisi) in se preživljala s pletenjem. Iz nekaterih pesmi se da sklepati, da je tudi Harutjun služil kot vajenec pri pripravi volne.
V Tiflisu je bil vsakodnevno v stiku s trubadursko glasbo in če si ne bi že prej pridobil vzdevka Sajat-Nova (»kralj pesmi«), bi najverjetneje dobil naslov kusan, ki pripada znanim umetnikom. O njegovih glasbenih sposobnostih in znanju jezikov (poleg v armenščini je pel tudi v gruzinščini, azerščini in farsiju) so izvedeli tudi na gruzinskem dvoru in kralj Heraklej II. mu je ponudil službo dvornega glasbenika in pesnika. Sčasoma je postal tudi kraljev svetovalec in pripisujejo mu, da je pripravil zavezništvo med Gruzijo, Armenijo in Azerbajdžanom proti Perzijcem. Ko se je zaljubil v kraljevo sestro Ano, je izgubil službo na dvoru.
Preostanek življenja je preživel v trubadurskem slogu kot potujoči glasbenik. Leta 1795 je bil ubit (najverjetneje v samostanu Haghpat, kjer je v starosti največ živel) med vojnim pohodom perzijske armade Aghe Mohameda Khana.
Skupno naj bi napisal čez tisoč pesmi, avtorstvo pa se mu da dokazati za 220 pesmi v armenščini, gruzinščini in farsiju, ki so se do 19. stoletja prenašale ustno in se pojejo še dandanes. Po njem se imenuje tudi glasbena šola v Erevanu.